# Bitwa pod Roliçą

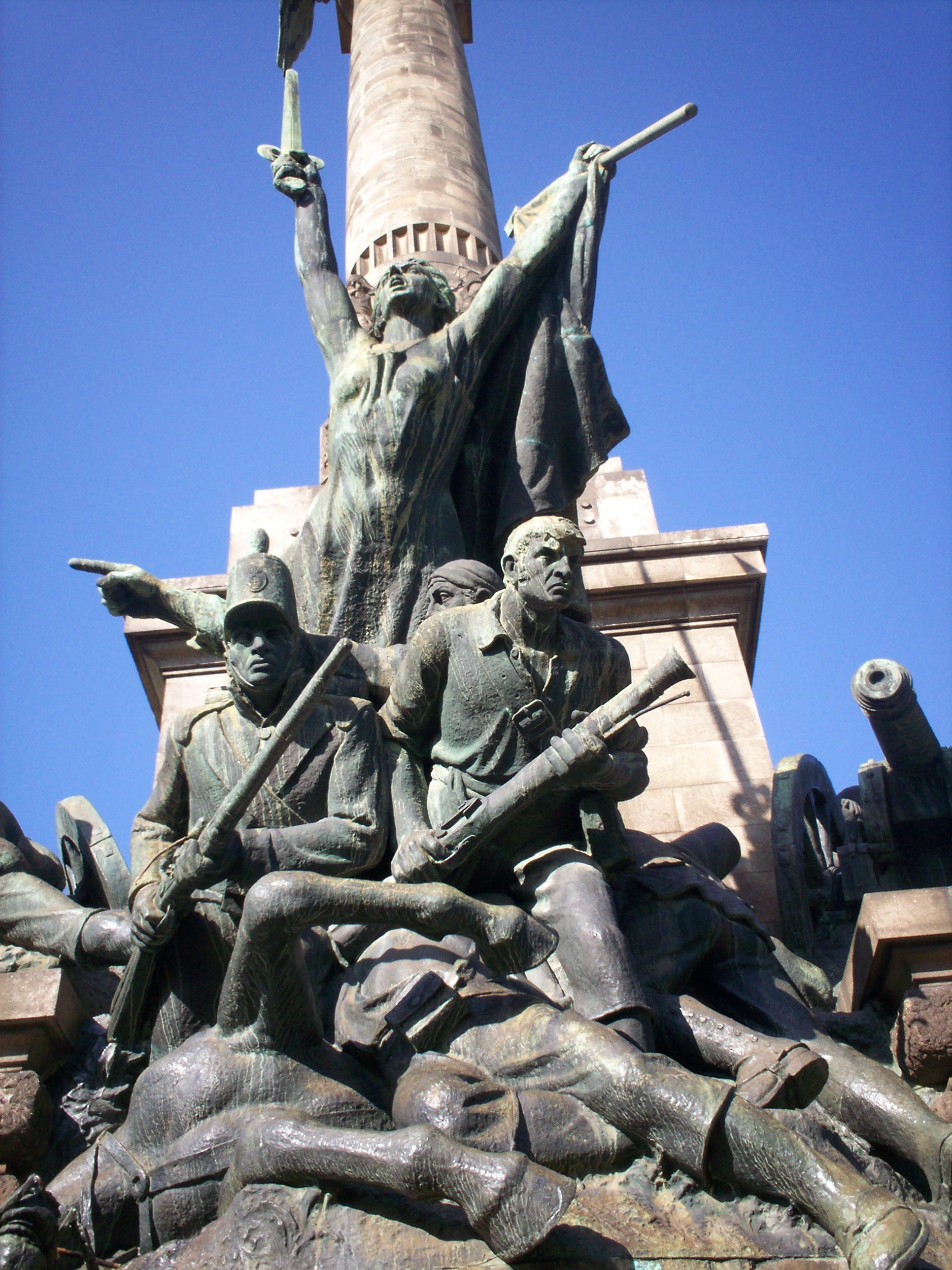
Pomnik poświęcony walczącym w wojnach na Półwyspie Iberyjskim, Rotunda da Boavista, Porto

Bitwa pod Roliçą – starcie zbrojne, które miało miejsce 17 sierpnia 1808. Brytyjczycy i sprzymierzeni z nimi Portugalczycy dowodzeni przez generała Arthura Wellesleya pokonali wojska francuskie pod dowództwem generała Henriego Delaborde’a. Była to pierwsza bitwa stoczona przez armię brytyjską podczas wojny na Półwyspie Iberyjskim.

## Tło konfliktu
W kilka miesięcy po zajęciu Portugalii Napoleon postanowił podporządkować sobie „sojuszniczą” Hiszpanię, ale spotkał się ze zdecydowanym, choć nieskoordynowanym oporem, aż wreszcie, 23 lipca 1808, doszło w południowej Hiszpanii do zwycięskiej dla Hiszpanów bitwy pod Bailén, gdzie generał Francisco Castaños pokonał i zmusił do kapitulacji 18-tysięczny korpus generała Duponta.
W Wielkiej Brytanii już wcześniej postanowiono wziąć udział w konflikcie i w tym celu wysłano do Portugalii 9-tysięczny korpus ekspedycyjny pod dowództwem generała-porucznika Arthura Wellesleya.
30 lipca będący w drodze do celu Wellesley otrzymał list od Roberta Castlereagha, ministra wojny, który informował go o tym, że: „armia francuska generała Junota liczy ponad 25 000 ludzi, w związku z czym zaistniała potrzeba zwiększenia sił armii brytyjskiej w Portugalii o 15 000 ludzi. Ze Szwecji przybędzie na czele armii generał Sir John Moore, inne siły będą dosłane z Gibraltaru. Dowództwo połączonych sił obejmie sir Hew Dalrymple...”. Z dalszej treści listu wynikało, że zastępcą Dlrymple’a (i rzeczywistym dowódcą) będzie generał Harry Burrard, a w sztabie armii znajdzie się jeszcze czterech generałów (Moore, Hope, Fraser i Paget) starszych od Wellesleya i wiekiem i stopniem. Dalrymple – 60-letni arystokrata, który ostatni raz był w akcji w latach 1793-1794, podczas przegranej kampanii we Flandrii – w chwili obecnej pełnił obowiązki gubernatora Gibraltaru. Dla ambitnego Wellesleya był to prawdziwy cios.
Tego samego dnia konwój okrętów admirała Cottona, wiozący wojska Wellesleya zakotwiczył w Zatoce Mondego. Wellesley wybrał ją jako miejsce lądowania w Portugalii, ponieważ powstańcy (studenci z uniwersytetu w Coimbrze) zajęli fort nad plażą, czyniąc to miejsce bezpieczniejsze niż jakiekolwiek inne bliżej Lizbony. Wyładunek 9-tysięcznego korpusu Wellesleya i zaopatrzenia trwał od 1 do 8 sierpnia. Wellesley postanowił działać szybko i pokazać, że potrafi dowodzić.

## Przed bitwą
Armia wyruszyła 10 sierpnia, pokonując 50-kilometrowy odcinek drogi do Leirii. Wellesley przybył tam 11 sierpnia i zaraz wdał się w spór z generałem Freire, dowódcą około 6000 wojsk portugalskich, o zaopatrzenie i najlepszą drogę w kierunku Lizbony. Skutkiem tej sprzeczki Wellelsey pomaszerował drogą wybraną przez siebie – blisko morza i statków z zaopatrzeniem. Ze strony portugalskiej towarzyszyło mu zaledwie 1700 żołnierzy dowodzonych przez pułkownika Tranta, Brytyjczyka służącego w portugalskiej armii.
Brytyjczycy maszerowali wprost na Francuzów, którymi dowodził generał Henri François Delaborde. Siły te zostały wysłane przez Junota, by utrudniać poruszanie się wojsk brytyjskich, zanim zdoła zebrać większe siły i wydać bitwę brytyjsko-portugalskiej armii.
14 sierpnia Brytyjczycy dotarli do wioski Alcobaça i skierowali się na Óbidos. Tu awangarda brytyjska ze składu 95. pułku strzelców natknęła się na placówki straży tylnej wojsk francuskich.
Roliça znajduje się w dolinie pośrodku łukowato wygiętego pasma stromych wzgórz. Dolina otwarta jest na północny wschód, ku Óbidos; cały obszar w tamtych czasach był mocno zalesiony.
Francuzi stali u stóp wzgórz w pobliżu Roliçy, strzegąc drogi wiodącej na południe, do Lizbony. Do zajmowanej przez nich pozycji prowadziły cztery rozpadliny; teren między nimi a wioską był trawiasty, ale nierówny, poszarpany, uniemożliwiający atak w szyku. W chwili pojawienia się Brytyjczyków Delaborde cofnął swe wojska na szczyt wzgórza.

## Przebieg starcia
Brytyjczycy byli uformowani w sześć brygad dowodzonych przez generałów Hilla, Fergusona, Nightingale’a, Bowesa, Crawfurda i Fane’a; Portugalczykami dowodził płk Trant, który miał przy sobie dodatkowo 50 kawalerzystów. Oddział Tranta zajmował prawe skrzydło. Generałowie Ferguson i Bowes, z trzema kompaniami strzelców i kilkoma armatami, mieli trzymać prawe skrzydło Francuzów i osłaniać własne centrum na wypadek przybycia na pole bitwy dywizji generała Loissona. Generałowie Hill, Nightingale, Crawfurd i Fane z pozostałymi Portugalczykami, artylerią i kawalerią, stanowili centrum ataku.
Siły Delaborde’a składały się z pięciu batalionów piechoty, w tym jednego złożonego ze Szwajcarów, a nadto pięciu dział.
Wellesley przybył do Obidos 16 sierpnia i następnego dnia ruszył w stronę Roliçy. Na początku starcia miał zamiar dokonać podwójnego oskrzydlenia przeciwnika, co było o tyle możliwe, że armia brytyjsko-portugalska miała przewagę nad Francuzami w stosunku 3 do 1.
W tym celu płk Trant został skierowany na zachód, zaś znacznie większe siły Fergusona Bowesa z sześcioma działami na wschód, podczas gdy w centrum odbywała się demonstracja sił. Wellesley próbował manewrów oskrzydlających parokrotnie, ale doświadczeni w bojach Francuzi za każdym razem cofali się, zmieniając front i unikając decydującego starcia.
W pewnym momencie płk Lake, dowódca 29. pułku piechoty brytyjskiej manewrującej w centrum, popełnił błąd, ruszając jednym z parowów w stronę francuskich pozycji. Nagle pojawił się niemal u stóp ludzi Delaborde’a, co przypłacił stratą większości ludzi, a na koniec własnym życiem. To z kolei spowodowało rozpoczęcie generalnego uderzenia dla wsparcia ginących w parowie kolegów. Walka była ciężka. Brytyjczycy musieli atakować w górę stromego stoku, a Francuzi trzymali pozycję, mając nadzieję na nadejście Loison z odsieczą. Do godziny 16:00 Delaborde odparł trzy natarcia brytyjskie, ale w końcu Wellesley dotarł do szczytu wzgórza, a Ferguson pojawił się od wschodu.
Generał Delaborde rozpoczął odwrót spokojnie i w dobrym porządku, co nie obyło się bez pomocy oddziału kawalerii, ale w pewnym momencie nastąpiło załamanie i wojsko poszło w rozsypkę i rzuciło się do ucieczki. Wobec braku po stronie brytyjskiej kawalerii pościg był niemożliwy i Francuzi szczęśliwie dotarli do Torres Vedras.

## Rezultat
Brytyjczycy wygrali bitwę, tracąc 487 ludzi (ponad połowa należała do 29. pułku). Francuzi stracili 700 ludzi i trzy działa. Generał Delaborde został ranny. Następnego dnia Wellesley dowiedział się, że 4000 brytyjskich żołnierzy przybyło z Anglii i czeka na pokładach statków w pobliżu brzegu. Zaniechał więc pościgu za Delaborde’em i ruszył ku wybrzeżu, by osłaniać lądowanie tych nowych sił.